# Романовка (Синжерейський район)
Романовка (рум. Romanovca) — село у Синжерейському районі Молдови. Входить до складу комуни, адміністративним центром якої є село Пепень.

## Населення
За даними перепису населення 2004 року у селі проживали 103 особи.
Національний склад населення села:
| Національність | Кількість осіб | Відсоток |
| -------------- | -------------- | -------- |
| молдавани      | 97             | 94,2%    |
| українці       | 6              | 5,8%     |
| Всього         | 103            | 100%     |